# 沃特城堡

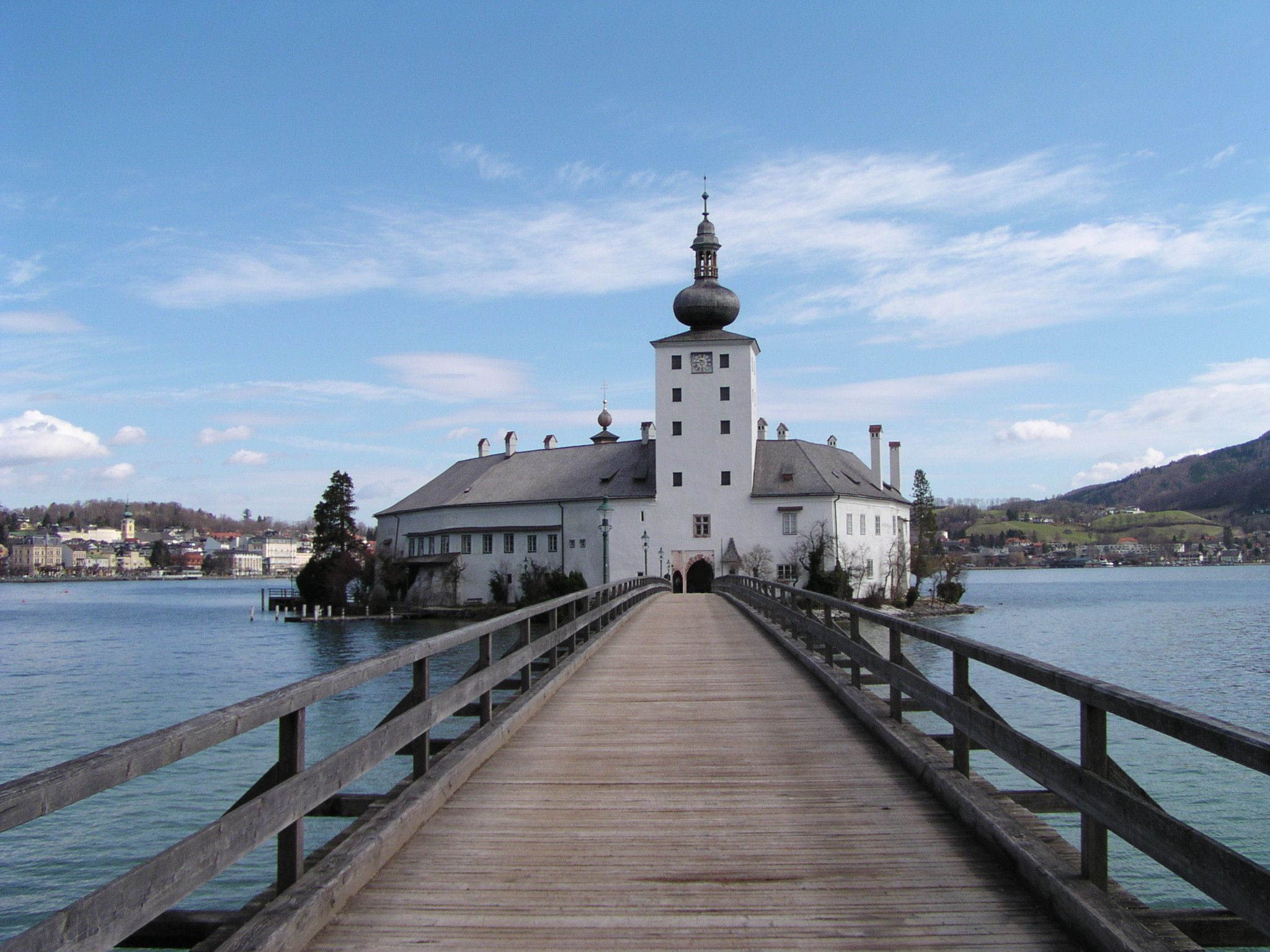

沃特城堡（德語：Schloss Ort）是位於奧地利格蒙登特勞恩湖中的一座城堡。沃特城堡始建於1080年。現在沃特城堡由奧地利政府所有。

## 外部連結
- （德文） Schloss Ort
- （德文） Gmunden's government （页面存档备份，存于）

47°54′42″N 13°47′32″E / 47.91167°N 13.79222°E